# Nykøbing M Sogn
Nykøbing M Sogn er et sogn i Morsø Provsti (Aalborg Stift).
I 1800-tallet var Lødderup Sogn og Elsø Sogn annekser til Nykøbing M Sogn, som ligger i Nykøbing Mors. Annekserne hørte til Morsø Sønder Herred i Thisted Amt. Det gjorde Nykøbing Landdistrikt også, men det var hensigten at indlemme det i købstaden. Lødderup-Elsø blev en sognekommune. Den blev ved kommunalreformen i 1970 indlemmet i Morsø Kommune.
I Nykøbing M Sogn ligger Sankt Clemens Kirke.
I sognet findes følgende autoriserede stednavne:
- Dueholm Mark (bebyggelse)
- Frueled (bebyggelse)
- Grønmarken (bebyggelse)
- Julsgård (bebyggelse)
- Limfjordsoasen (bebyggelse)
- Marielyst Mark (bebyggelse)
- Nykøbing M (bebyggelse, ejerlav)
- Refshammer (bebyggelse)
- Skjelholm (bebyggelse)
- Ørodde (areal, bebyggelse)